# سياسة اللغات

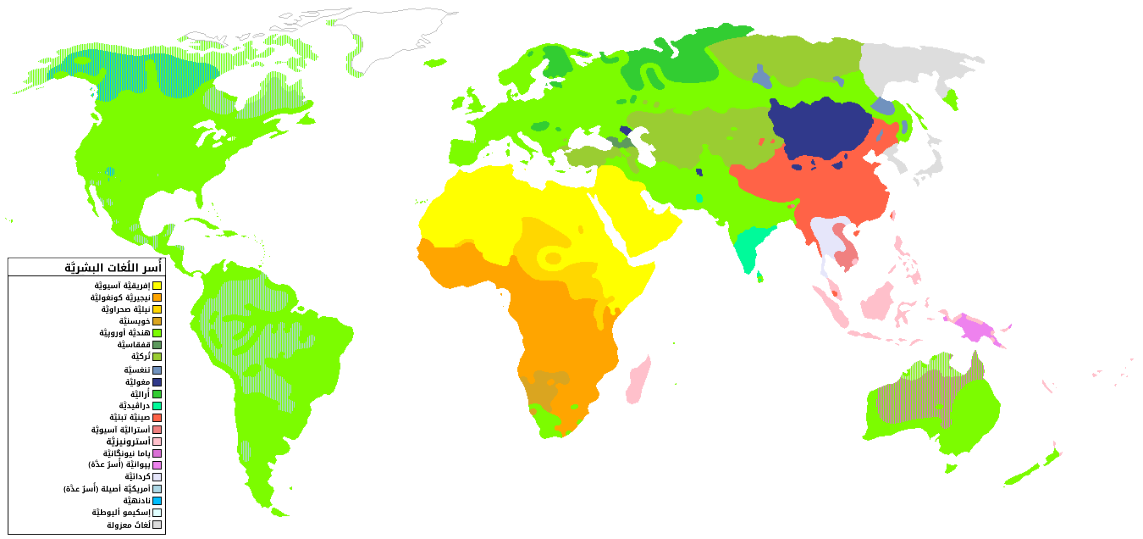

تملك العديد من الدول سياسة لغوية مصممة لدعم استخدام لغة معينة أو مجموعة من اللغات أو لتثبيطها. وعلى الرغم من أن الدول كانت تستخدم تاريخيا سياسات اللغة في معظم الأحيان للترويج لإحدى اللغات الرسمية على حساب لغات أخرى إلا أن العديد من الدول الآن لديها سياسات مصممة لحماية وتعزيز لغاتها الإقليمية والعرقية التي تتعرض استمراريتها للخطر. وفي الواقع إن وجود الأقليات اللغوية في الولاية القضائية يُعد تهديدا محتملا للتماسك الداخلي. وتدرك الدول أن توفير حقوق لغوية للأقليات قد يكون في مصلحتها طويلة الأمد باعتبارها وسيلة لكسب ثقة المواطنين في الحكومة المركزية.
سياسة اللغة هي ما تقوم به الحكومة رسميا إما من خلال التشريعات، أو قرارات المحاكم، أو السياسة لتحديد كيفية استخدام اللغات أو تنمية المهارات اللغوية اللازمة لتلبية الأولويات الوطنية أو لتأسيس حقوق الأفراد أو المجموعات لاستخدام اللغات والحفاظ عليها. ويختلف نطاق سياسة اللغة في الممارسة من ولاية إلى أخرى ويمكن تفسير ذلك من خلال حقيقة أن سياسة اللغة عادة ما تعتمد على أسباب تاريخية مشروطة ، وكذلك أيضا تختلف الدول في درجة الوضوح التي تنفذ بها سياسة لغة ما، كما يعد القانون الفرنسي «توبون» مثلا جيدا على سياسة اللغة الواضحة بالإضافة إلى ميثاق اللغة الفرنسي في كيبك.

## نظرة عامة
يشكل الحفاظ على التنوع الثقافي واللغوي في عالمنا اليوم قلق كبير للعديد من العلماء والفنانين والكتاب والسياسيين والقادة في المجتمعات اللغوية والمدافعين عن حقوق الإنسان اللغوية. قُدرت أكثر من نصف 6000 لغة مستخدمة حاليا في العالم بأنها معرضة لخطر الاختفاء خلال القرن الحادي والعشرين، حيث أن هنالك العديد من العوامل المؤثرة على وجود أي لغة بشرية معينة واستخدامها إضافة إلى حجم السكان الناطقين باللغة واستخدامها في التواصل الرسمي والتوزيع الجغرافي والأهمية الاجتماعية والاقتصادية للمتحدثين بها فيمكن لسياسات اللغة الوطنية إما أن تخفف آثار بعض هذه العوامل أو تفاقمها.
وعلى سبيل المثال بناء لما ذكره غيلاد زوكرمان «أنه يجب تعزيز اللغة الأم وحقوق اللغة». ينبغي على الحكومة أن تحدد لغة عامية للسكان الأصليين وسكان جزر مضيق توريس لتكون بمثابة لغات رسمية في أستراليا، كما يجب علينا أن نغير المشهد اللغوي من وايللا وغيرها من المدن بالإضافة إلى أنه يجب ان تكون اللافتات باللغة الإنجليزية واللغة المحلية الأصلية، كما أنه يجب علينا الاعتراف بالملكية الفكرية للمعرفة الأصلية ويشمل ذلك اللغة والموسيقى والرقص.
هنالك العديد من الطرق التي يمكن أن تصنف بها سياسات اللغة، والتي قام بتطويرها جاك ليكريك المتخصص في علم الاجتماع من جامعة لافال حيث أنشأ موقع ويب باللغة الفرنسية (L’aménagement linguistique dans le monde) والذي قامت سيرال بوضعه على الإنترنت في عام 1999. وبدأ جمع اللغات وترجمتها وتصنيفها في عام 1988 حيث بلغت ذروتها في ذلك الوقت عندما نشرت مجلة (Recueil des législations linguistiques dans le monde) المجلد الأول وحتى المجلد السادس في صحافة de l’Université Laval في عام 19994 حيث دُعم هذا العمل من مكتب اللغة الفرنسية واحتوى على 470 قانون للغة والأبحاث. وفي أبريل 2008 قدم الموقع على شبكة الإنترنت الصورة اللغوية وسياسات اللغة في 354 ولاية أو الأقاليم المستقلة في 194 دولة معترف بها.

## منظمات اللغة
قائمة منظمات اللغة
الأكاديمية الفرنسية
أكاديمية اللغة العبرية
أكاديميا ديلا كروزكا
رابطة أكاديميات اللغة الإسبانية
مجلس توحيد اللغة الصربية (صربيا والجبل الأسود والجمهورية الصربية)
(الغيلية في اسكتلندا) Bòrd na Gàidhlig
لجنة اللغة الفلبينية (الفلبين)
اتحاد اللغة الهولندية
(الأيرلندية) فورس ناغليج
مجلس اللغة النرويجية
مكتب québécois de la langue française
(اللغة البريتانية في بريتاني) Ofis Publik ar Brezhoneg
مجلس اللغات لجنوب إفريقيا
الأكاديمية الملكية الأسبانية
مجلس اللغة السويدية
مفوض اللغة الويلزية

## الأدب
- Ginsburgh، V. Weber، S. (Eds.). (2016). دليل بالجريف للاقتصاد واللغة . لندن: بالجريف ماكميلان.
- ميشيل جازولا، تورستن تيمبلين، بينغت آرني ويكستروم، (2018)، سياسة اللغات والعدالة اللغوية  ، سبرينغر.
- شوهامي، إيلانا (2006). سياسة اللغة: جداول الأعمال المخفية والنهج الجديدة. لندن: روتليدج.
- Hult، FM، & Johnson، DC (Eds.) (2015). طرق البحث في السياسة والتخطيط اللغوي: دليل عملي. مالدن، ماساتشوستس: وايلي بلاكويل (ردمك 978-1-118-30838-7)
- كراوفورد، جيمس (2000). موقع سياسة اللغة.
- Bastardas-Boada ، ألبرت (2002). "التنوع البيولوجي واللغوي: استكشافات متعددة التخصصات نسخة محفوظة 20 ديسمبر 2016 على موقع واي باك مشين. لعلم اجتماعي للغات" نسخة محفوظة 20 ديسمبر 2016 على موقع واي باك مشين. ، Diverscité langues (مونتريال).
- Bastardas-Boada ، ألبرت (2002). «سياسة اللغة العالمية في عصر العولمة: التنوع والتواصل من منظور» التعقيد "" ، Noves SL. Revista de sociolingüística (برشلونة)
- Bastardas-Boada ، ألبرت (2007). «الاستدامة اللغوية لإنسانية متعددة اللغات» Glossa. مجلة متعددة التخصصات ، المجلد. 2 ن 2
- Bastardas-Boada ، ألبرت (2012). سياسات اللغة والهوية في عصر "glocal" . برشلونة: معهد الدراسات المستقلة.
- Bastardas-Boada ، ألبرت (2013). سياسة اللغة والتخطيط كمجال متعدد التخصصات: نحو نهج التعقيد، القضايا الحالية في تخطيط اللغة، المجلد 14، 2013 - العدد 3-04.
- Kadochnikov، D. (2016). اللغات والصراعات الإقليمية والتنمية الاقتصادية: روسيا. In: Ginsburgh، V. Weber، S. (Eds.). دليل بالجريف للاقتصاد واللغة . لندن: بالجريف ماكميلان. 2016. الصفحات 538-580.
- كنان مالك «دعهم يموتون» . بروسبكت، 2000.
- Kordić, Snježana (2014). Lengua y Nacionalismo [Language and Nationalism] (بالإسبانية). Madrid: Euphonía Ediciones. p. 416. ISBN:978-84-936668-8-0. OL:16814702W. Archived from the original on 2016-03-03. Retrieved 2016-02-24.  Kordić, Snježana (2014). Lengua y Nacionalismo [Language and Nationalism] (بالإسبانية). Madrid: Euphonía Ediciones. p. 416. ISBN:978-84-936668-8-0. OL:16814702W. Archived from the original on 2016-03-03. Retrieved 2016-02-24.  Kordić, Snježana (2014). Lengua y Nacionalismo [Language and Nationalism] (بالإسبانية). Madrid: Euphonía Ediciones. p. 416. ISBN:978-84-936668-8-0. OL:16814702W. Archived from the original on 2016-03-03. Retrieved 2016-02-24.
- Plonka Arkadiusz ، L'idée de langue libanaise d'après Sa'īd 'Aql ، Paris، Geuthner، 2004 (بالفرنسية) ، (ردمك 2-7053-3739-3) .
- Plonka Arkadiusz ، "Le nationalisme linguistique au Liban autour de Sa'īd 'Aql et l'idée de langue libanaise dans la revue« Lebnaan »en nouvel alphabet"، Arabica، 53 (4)، 2006، pp.   423-471. (بالفرنسية)
- سبولسكي، برنارد (2012). دليل كامبريدج لسياسة اللغة . مطبعة جامعة كامبريدج.
- فان دير جيوغ، ستيفان (2015). قانون اللغات في الاتحاد الأوروبي، يوروبا لنشر القانون، جرونينجن، (ردمك 9789089521729) .
- زوكرمان، غيلاد والش، مايكل 2011. " نسخة محفوظة 15 مارس 2012 على موقع واي باك مشين. توقف، إحياء، البقاء على قيد الحياة: دروس من الإحياء العبري المطبق على استصلاح وصيانة وتمكين لغات وثقافات الشعوب الأصلية نسخة محفوظة 15 مارس 2012 على موقع واي باك مشين. ، المجلة الأسترالية في اللغويات 31.
- (الفرنسية) لوكلير، جاك. "Index par politiques linguistiques" في L'aménagement linguistique dans le monde ، Québec، TLFQ، Université Laval ، December 2003.